# Bilsen
Bilsen er en by og en kommune i det nordlige Tyskland, beliggende i Amt Rantzau under Kreis Pinneberg. Kreis Pinneberg ligger i den sydlige del af delstaten Slesvig-Holsten.

## Geografi
Kommunen ligger omkring 14 kilometer nord for Hamborg, ved Bundesstraße B 4. Langs den nordlige kommunegrænse løber Bilsener Bek, som løber ud i Pinnau, der danner den østlige kommunegrænse.